# Axelsberg (metrostation)
Axelsberg is een metrostation van de metro van Stockholm aan lijn T13  van de rode route op 6,4 spoorkilometer van het centraal gelegen metrostation Slussen. Het station ligt in een uitgraving tussen de Axelsberg aan de zuidkant en de Selmedalsvägen aan de noordkant. Het toegangsgebouw ligt aan het oostelijke einde van het perron op straatniveau boven de sporen. Het station ligt in de openlucht en er zijn plannen om het te bebouwen met woningen die vanaf de Selmadalvägen toegankelijk worden. 
De naam van het station is lang onderwerp van discussie geweest. Zowel de naamgevingscommissie als de plaatselijke vereniging van villa eigenaren kwamen met de naam  Hägerstens gård. Om verwarring met Enskede gård te voorkomen werd hiervan afgezien en bij de voltooiing van het station was de naam Axelsberg al breed in gebruik zodat die naam ook officieel werd vastgesteld. Het traject tussen Liljeholmen en Mälarhöjden verving de Södra Förstadsbanan (tramlijn 16) en het metrostation verving dan ook twee tramhaltes. De ene, Hägerstensallé, lag iets ten noorden van het metrostation, de andere, Axelsberg, lag bij het kruispunt van de Kinmanssonsvägen en de Uttinivägen ten zuidwesten van het metrostation. De Södra Förstadsbanan uit 1911 werd meteen bij de opening van de rode route, op 5 april 1964, gesloten zodat de buurt ruim een jaar geen railverbinding met het centrum had.
Het perron ligt op 18,8 meter boven zeeniveau en langs de wand onder de Selmedalsvägen is de stationsnaam in grote letters weergegeven. Vier kunstenaars, Leif Bolter, Veine Johansson, Inga Modén en Gösta Wessel, maakten deze letters van verschillende materialen en op verschillende manieren. Deze letters werden in 1983 geplaatst, in 1999 werd het interieur van het stationsgebouw door Gösta Wessel voorzien van tegelwerk.

## Fotogalerij

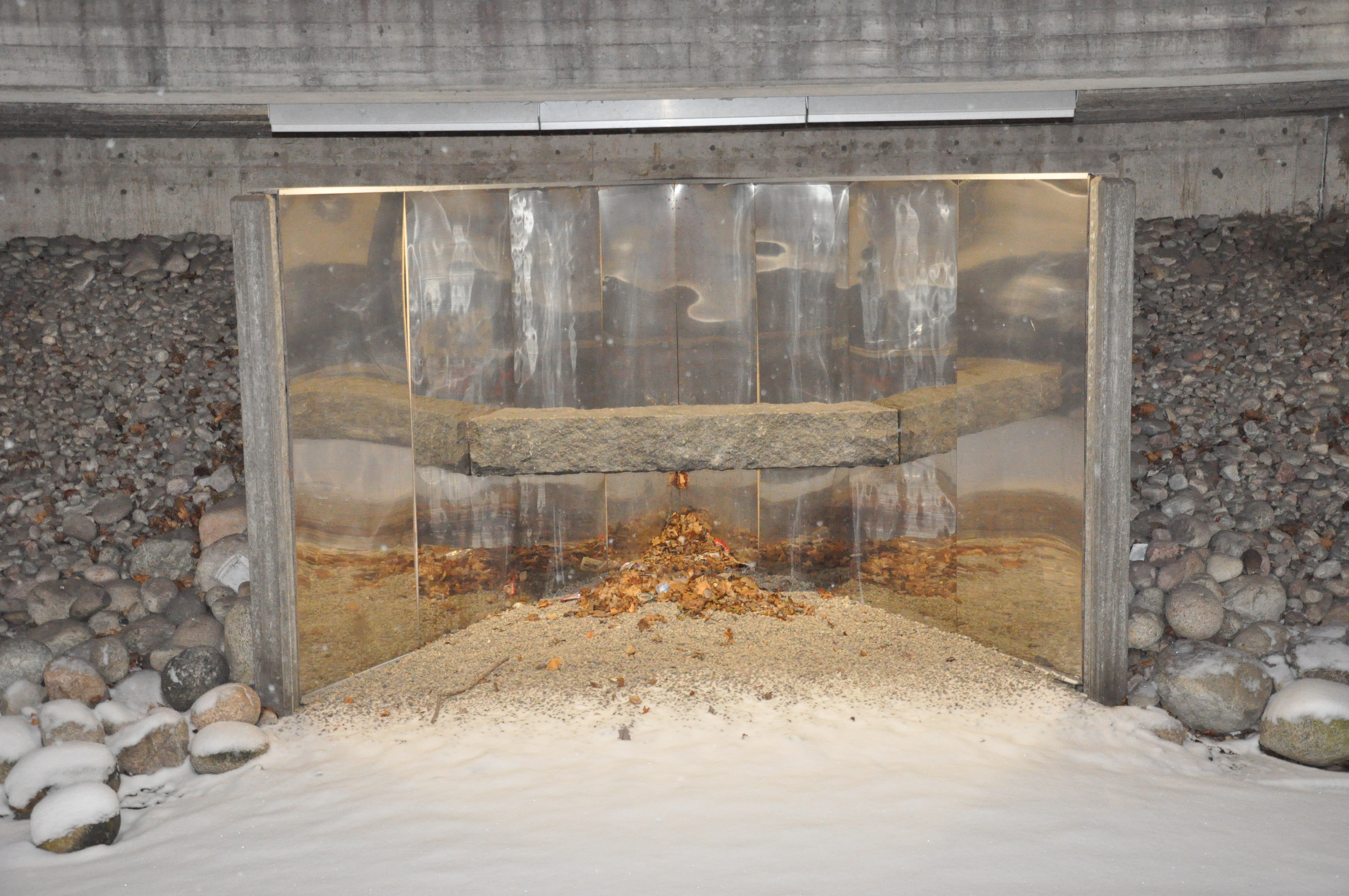
A
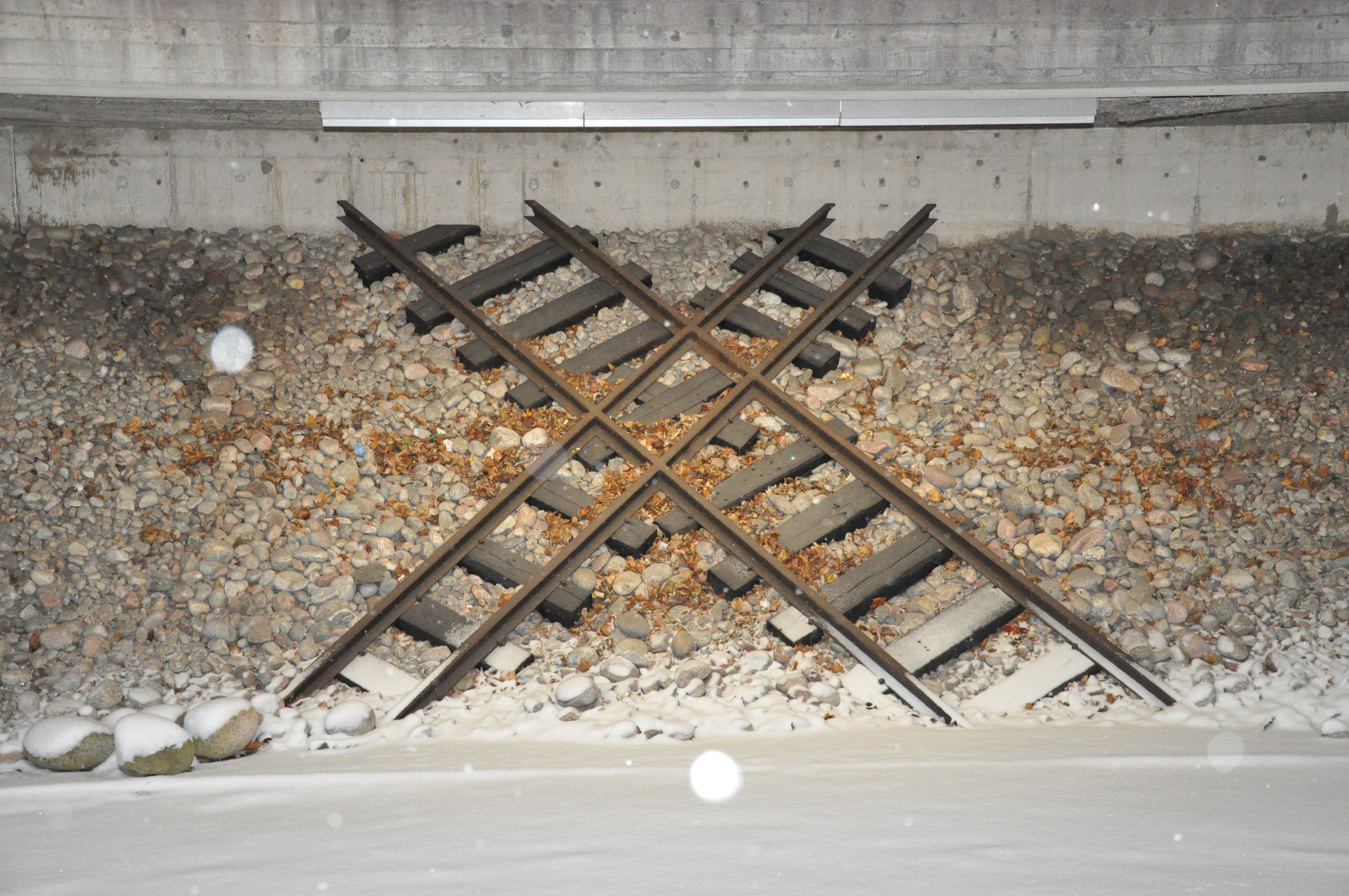
X
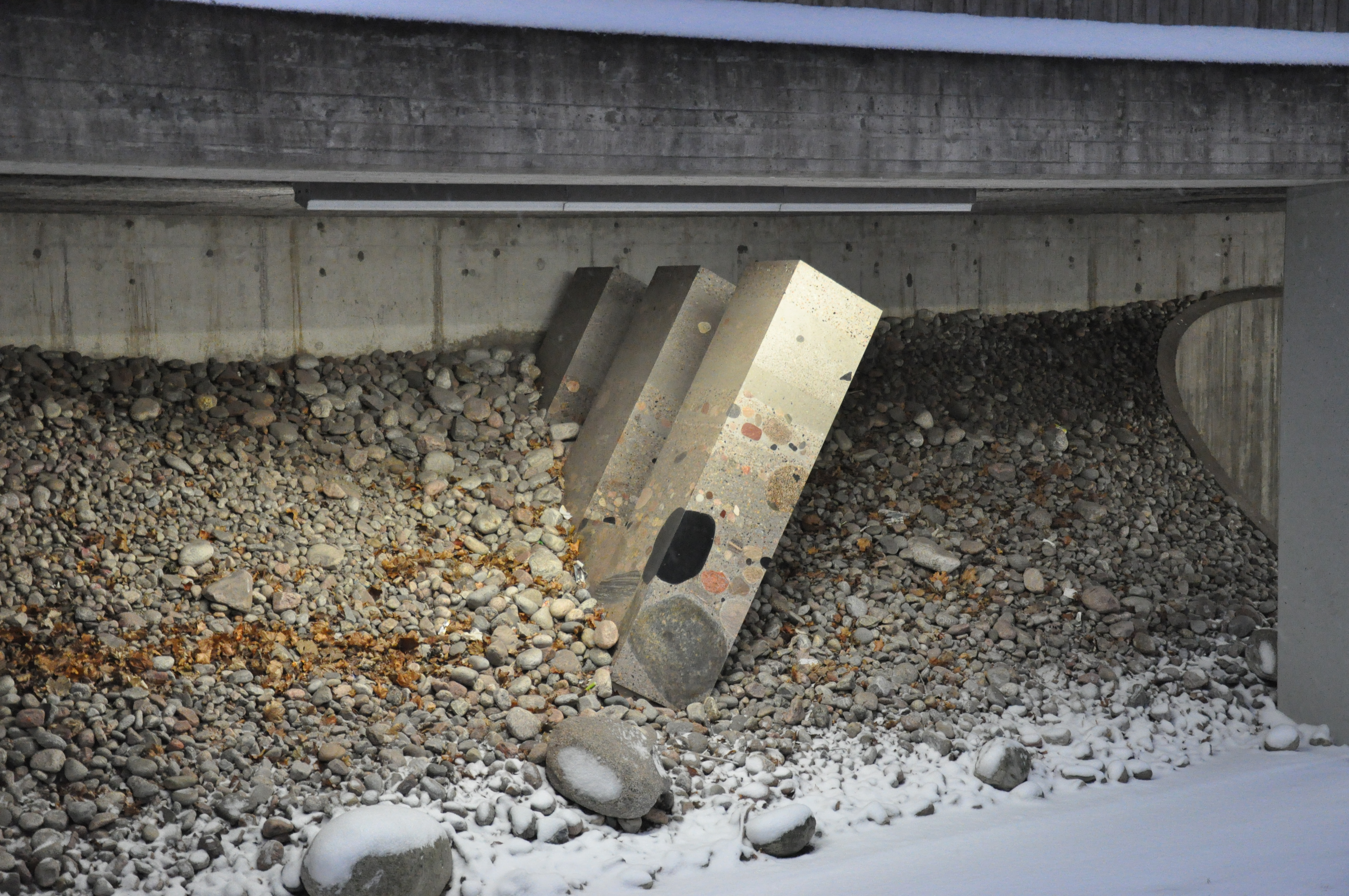
E
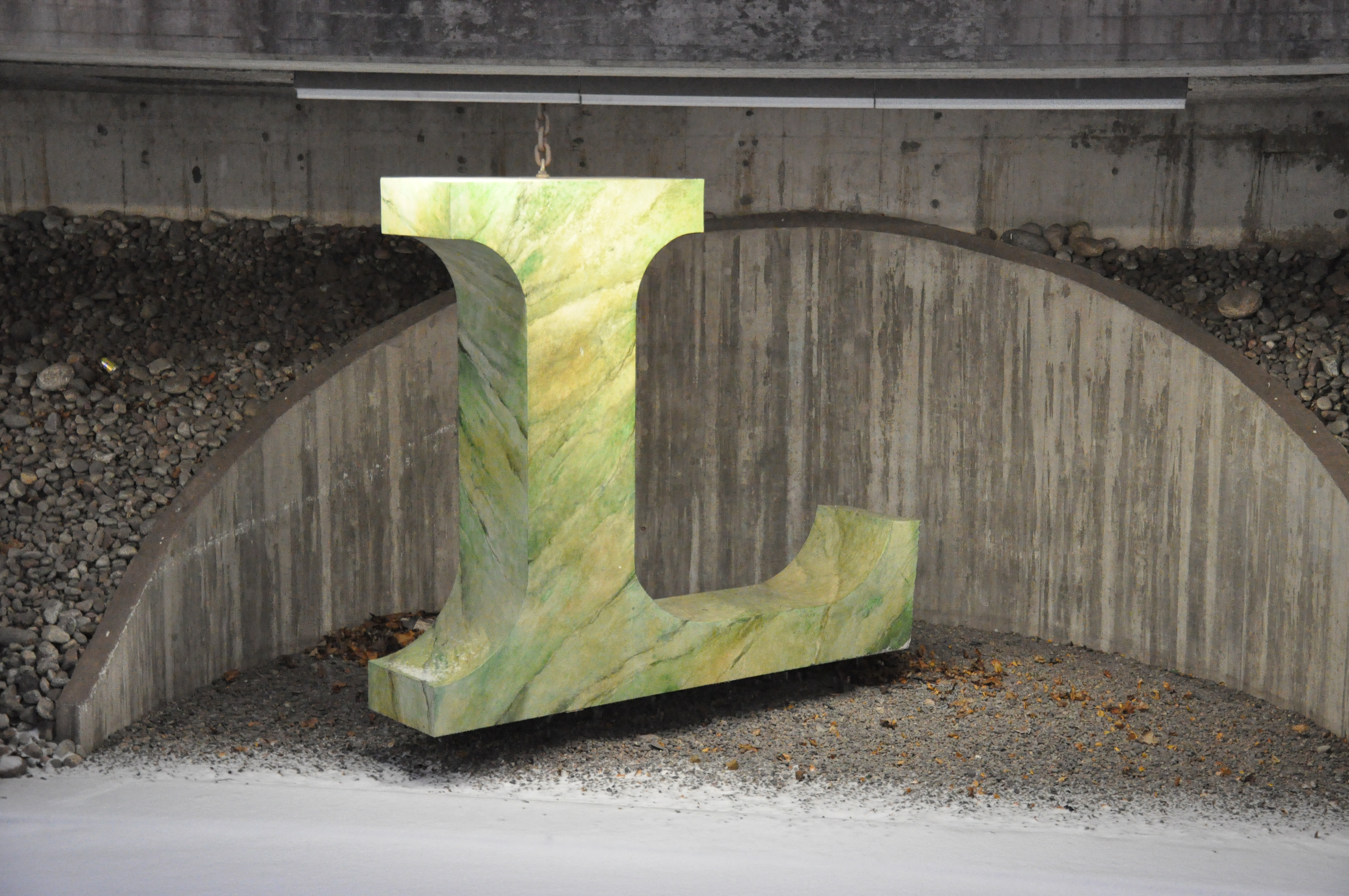
L
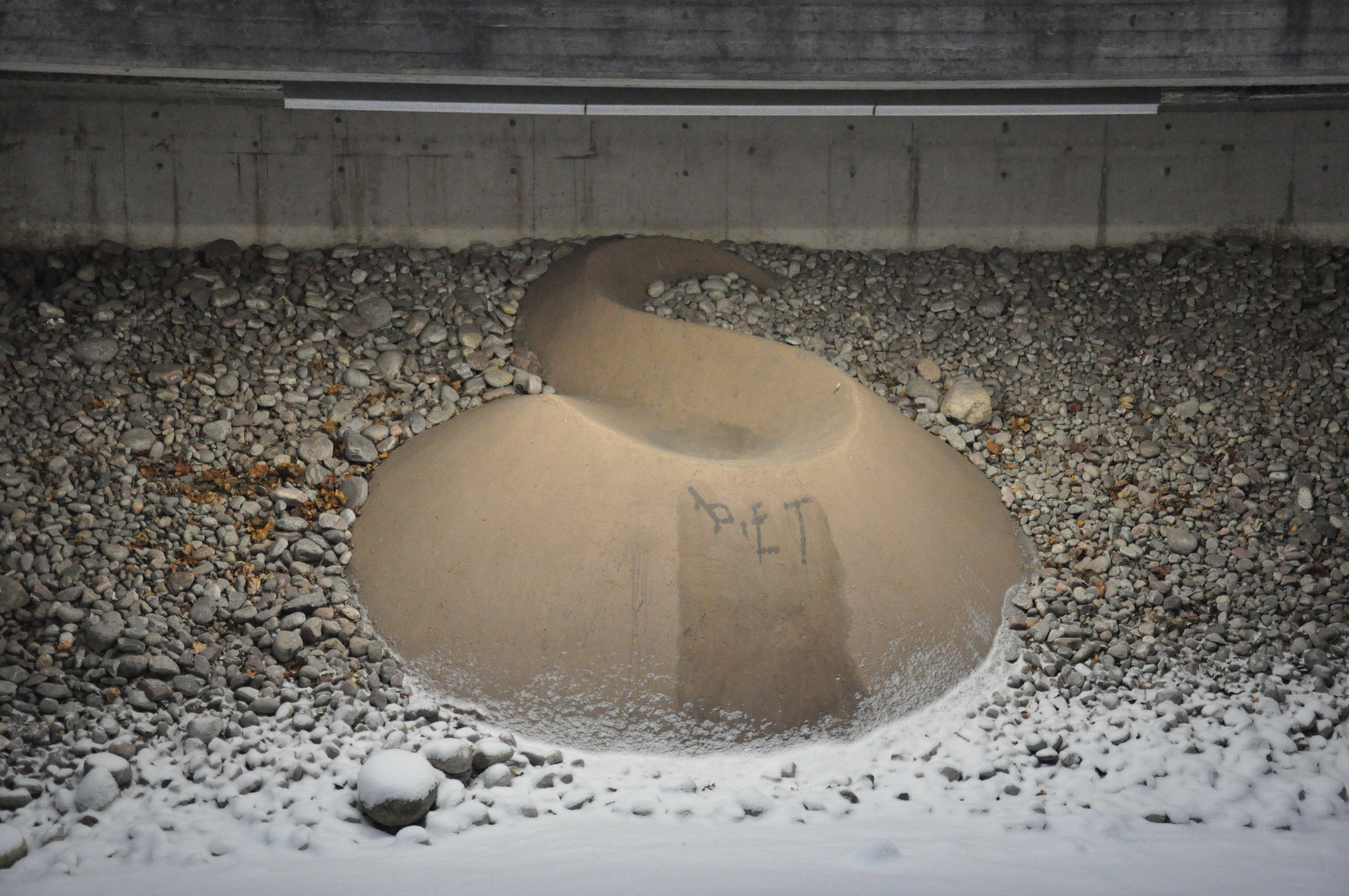
S
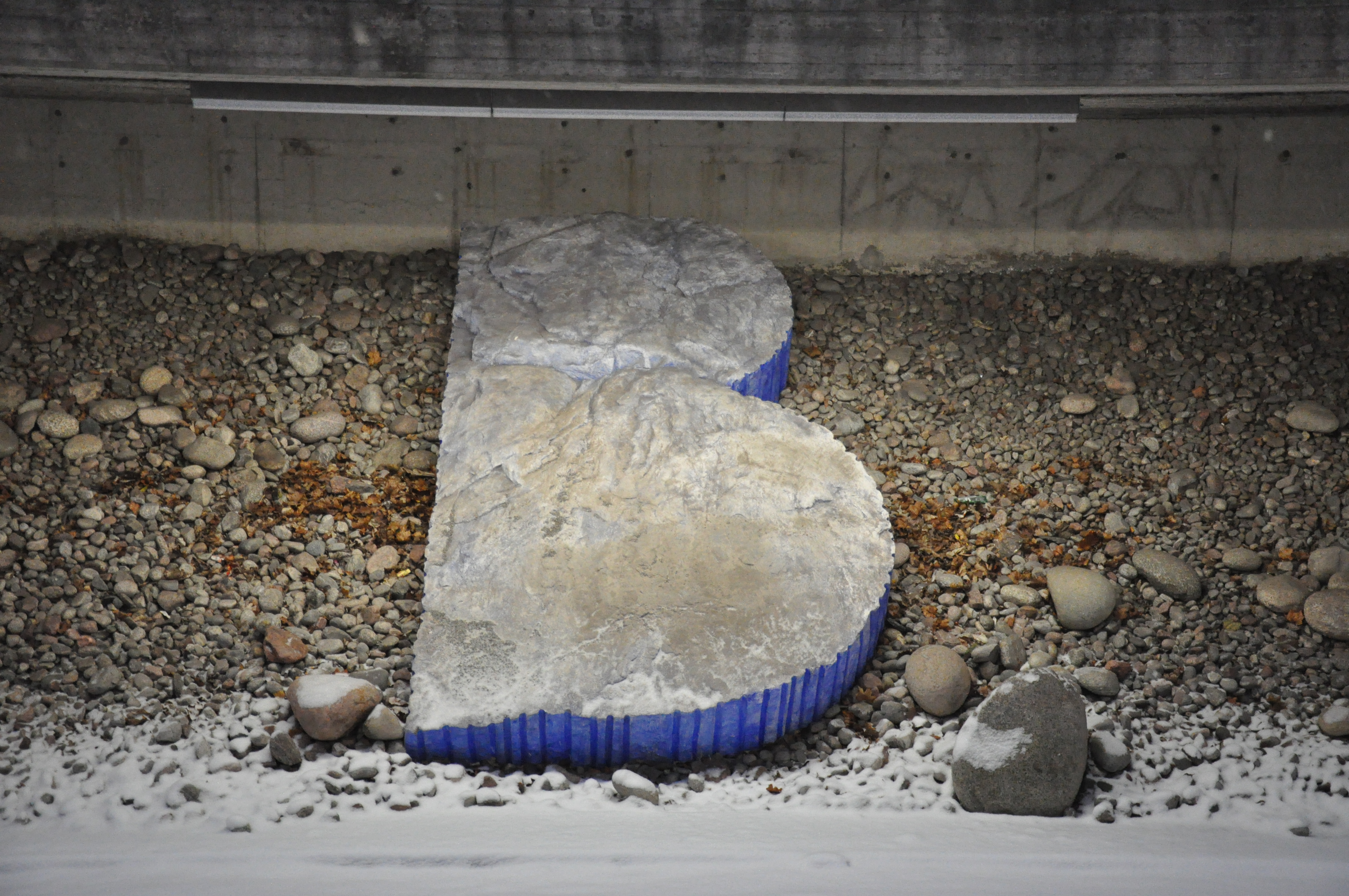
B
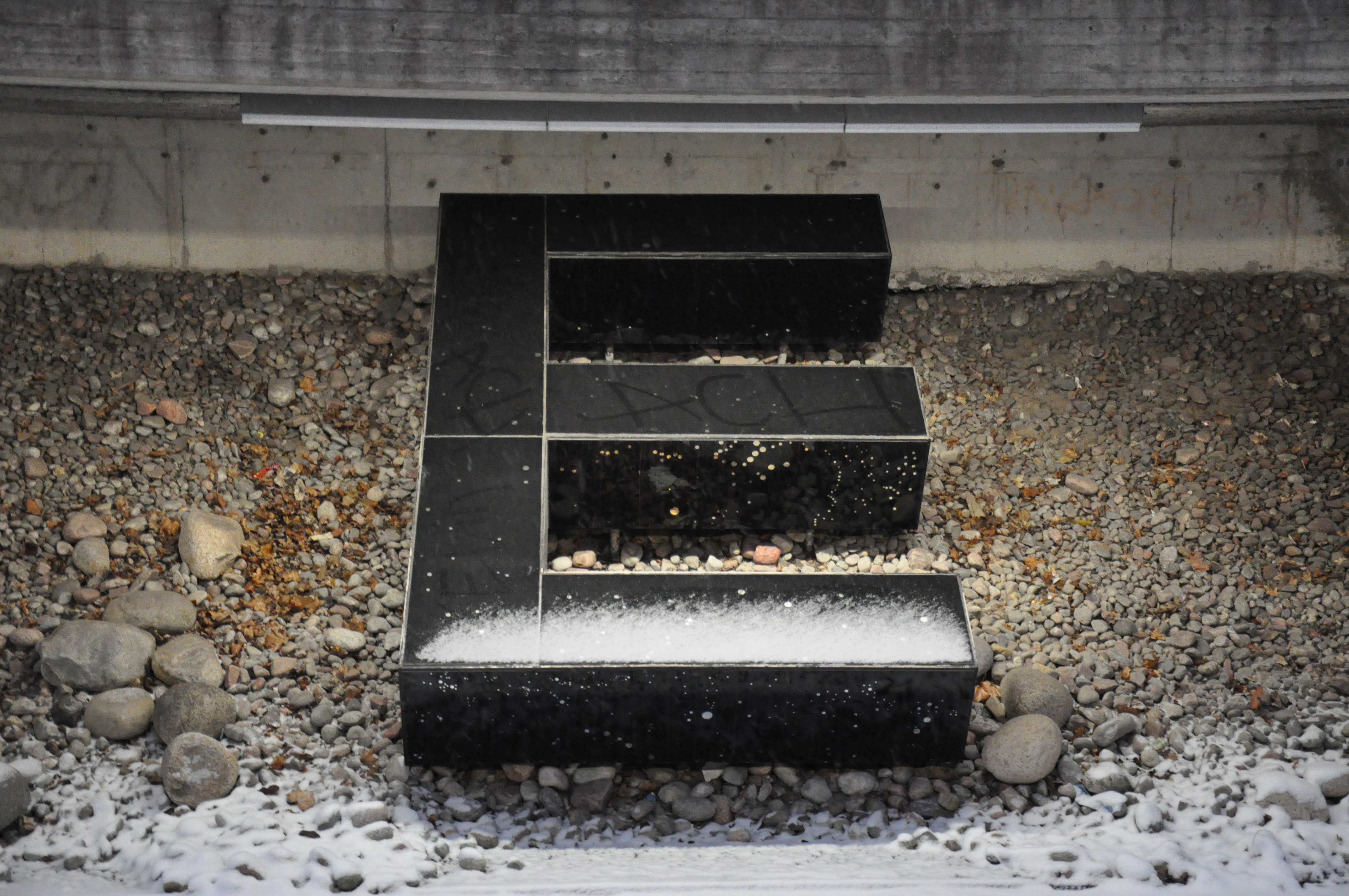
E
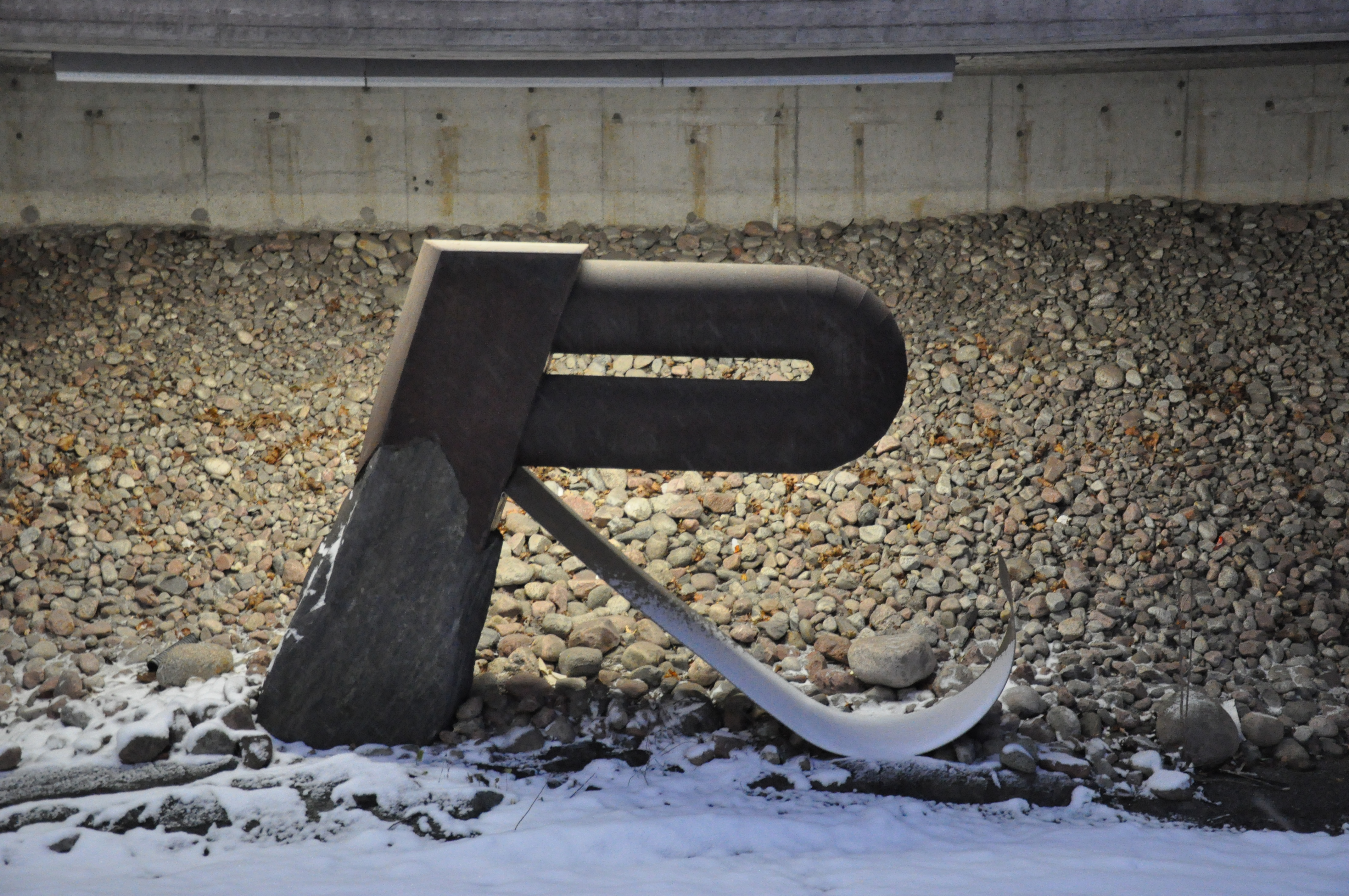
R
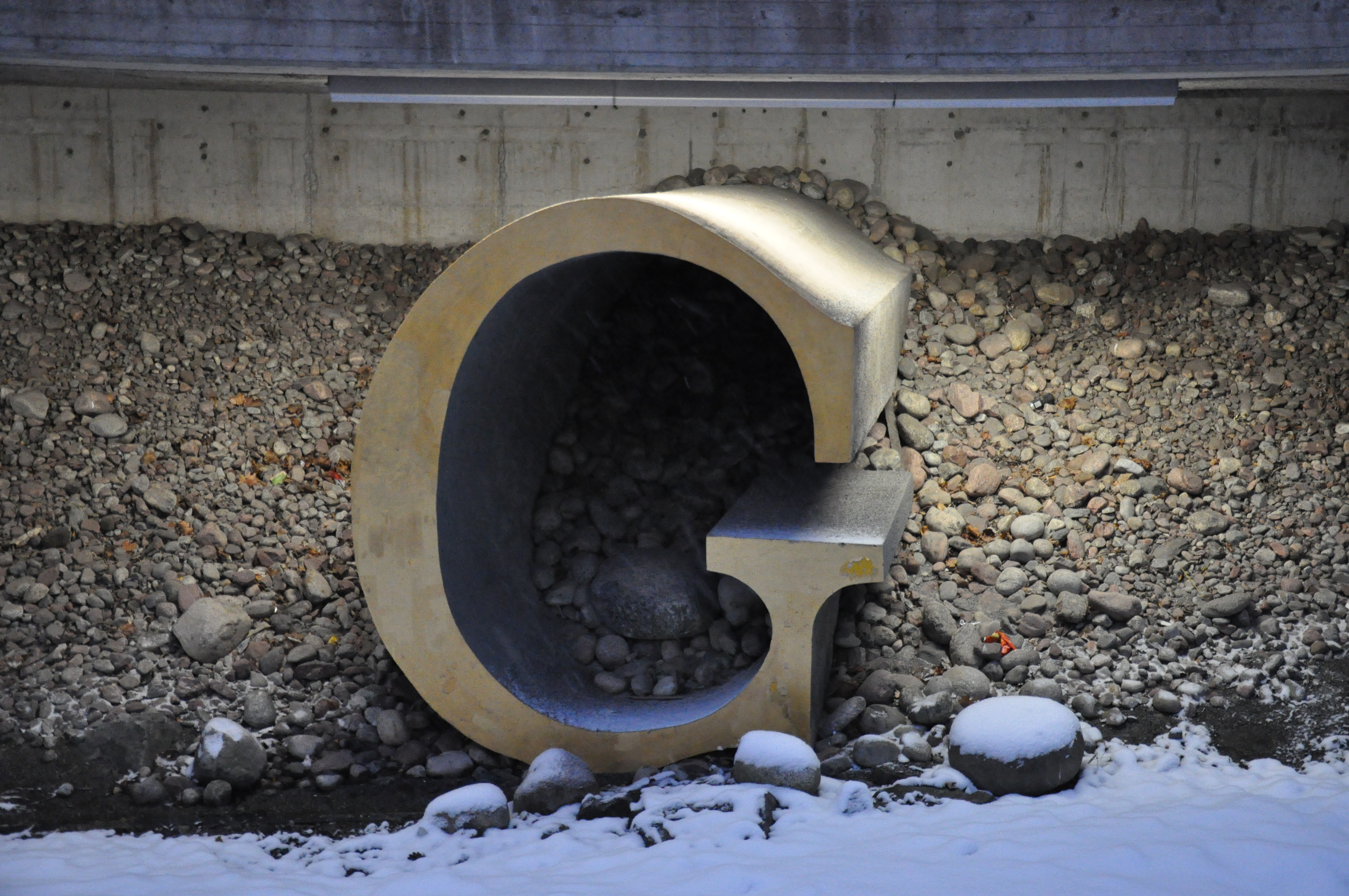
G
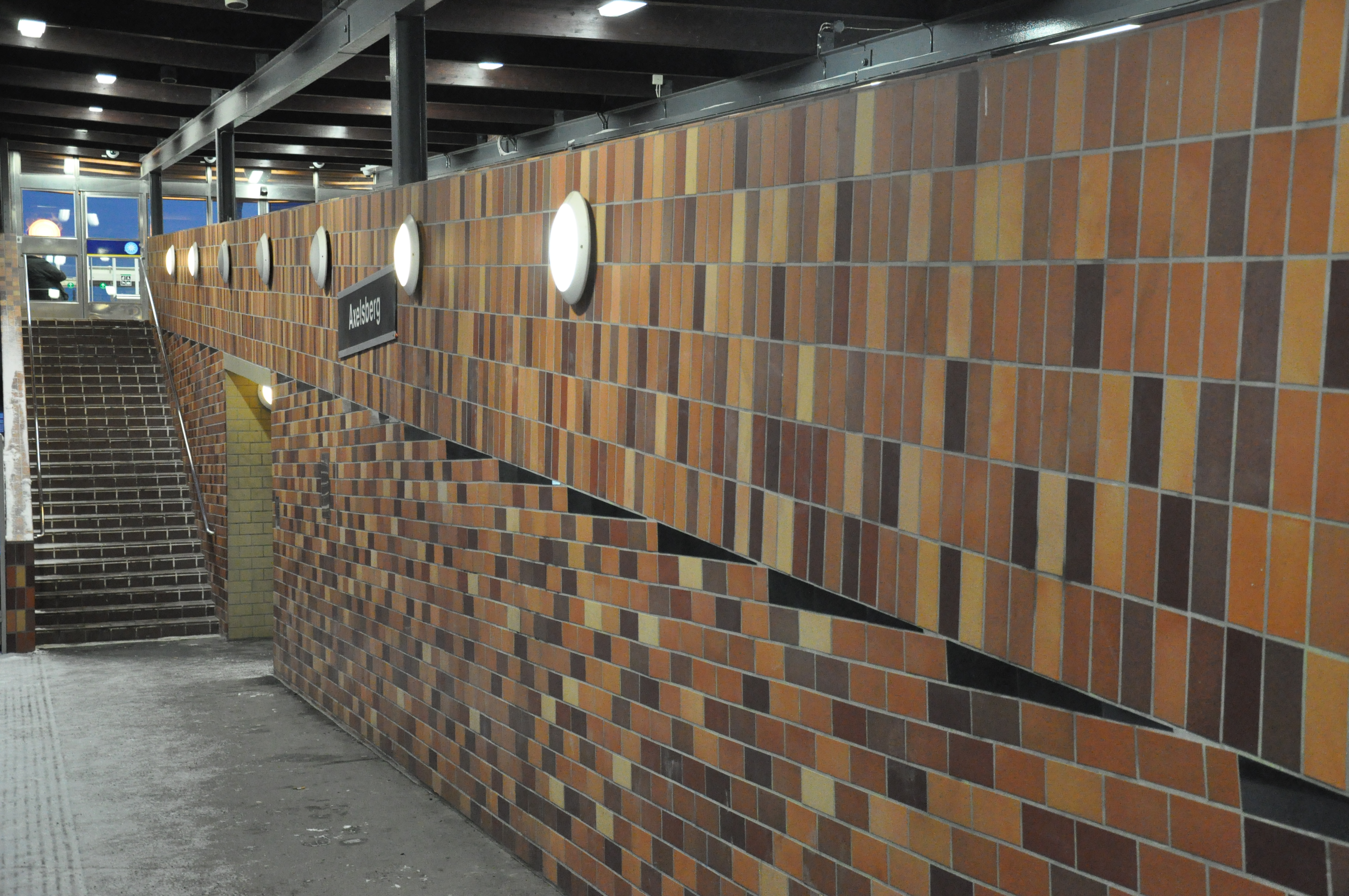
Tegelwerk in het stationsgebouw
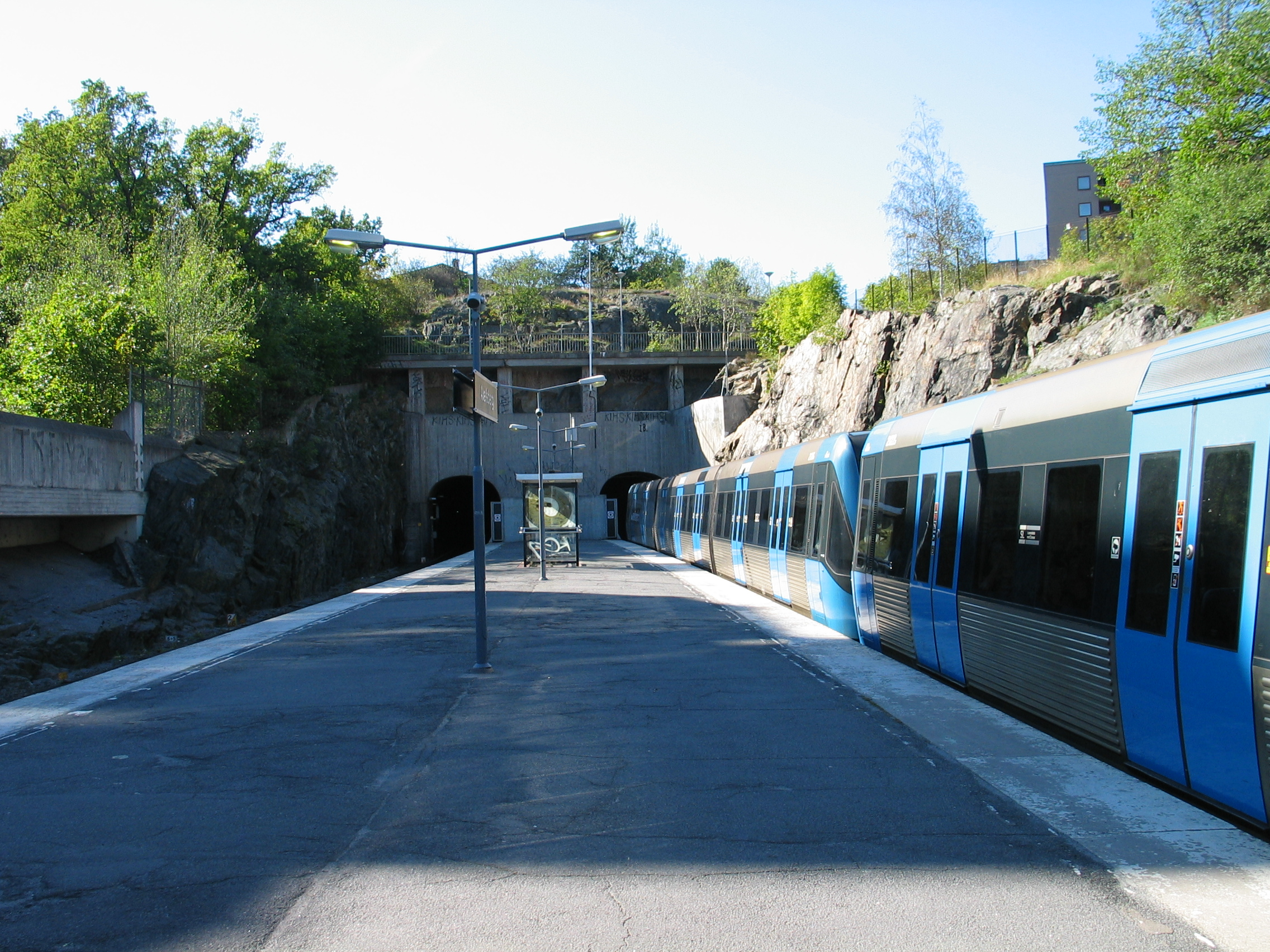
Het perron
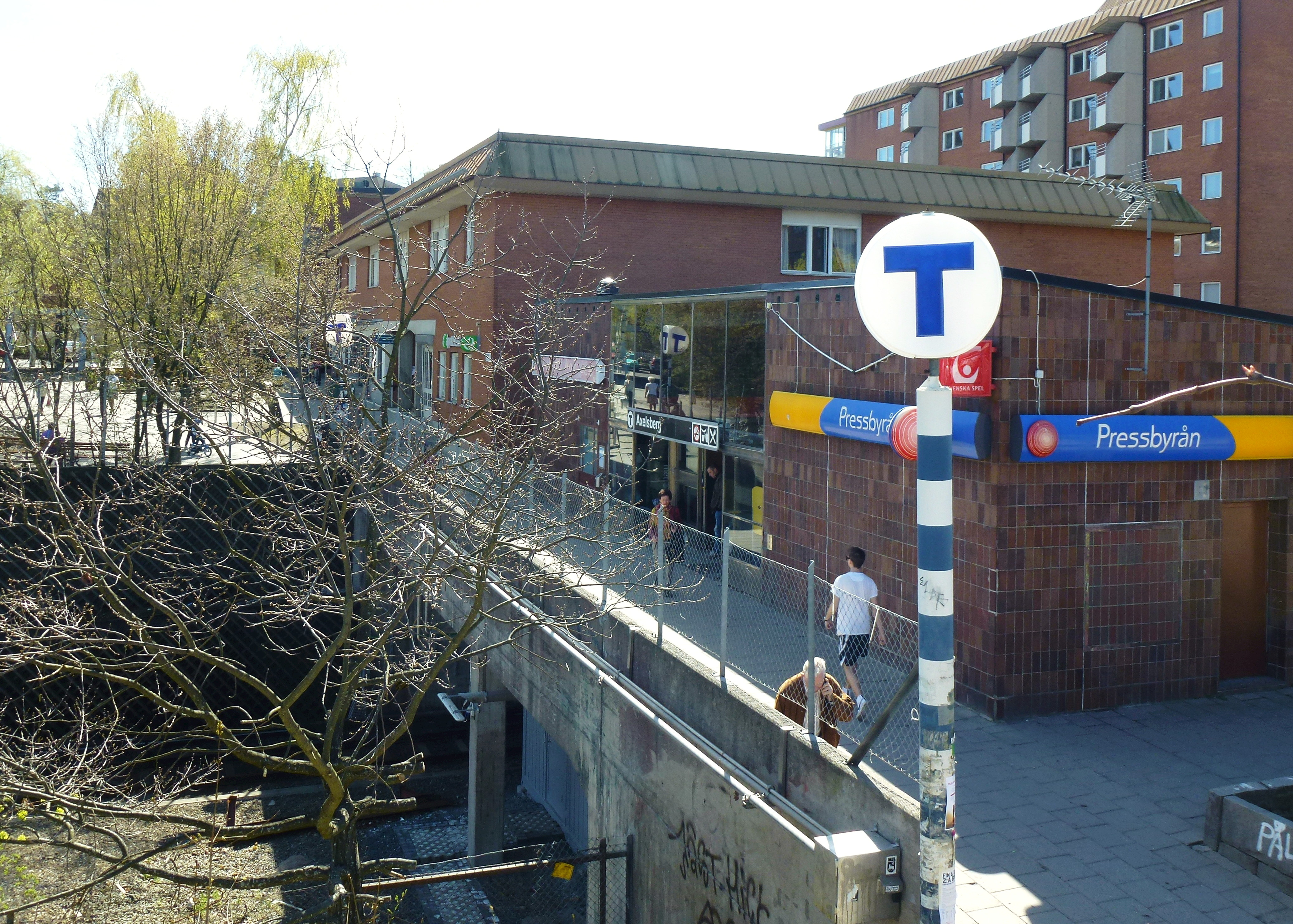
Het station in april 2014.

Norsborg ·
Hallunda ·
Alby ·
Fittja ·
Masmo ·
Vårby gård ·
Vårberg ·
Skärholmen ·
Sätra ·
Bredäng ·
Mälarhöjden ·
Axelsberg ·
Örnsberg ·
Aspudden ·
Liljeholmen ·
Hornstull ·
Zinkensdamm ·
Mariatorget ·
Slussen ·
Gamla Stan ·
T-Centralen ·
Östermalmstorg ·
Karlaplan ·
Gärdet ·
Ropsten